# Frankenstein s'est échappé
Pour les articles homonymes, voir Frankenstein.
Série
La Revanche de Frankenstein
(1958)
Pour plus de détails, voir Fiche technique et Distribution.
Frankenstein s'est échappé (The Curse of Frankenstein) est un film britannique réalisé par Terence Fisher, sorti en 1957.

## Synopsis
En partant du corps d'un voleur, des mains d'un sculpteur et du cerveau d'un savant, le docteur Frankenstein veut créer un être humain personnifiant l'homme idéal. Mais il va donner vie à une créature monstrueuse douée d'une force surhumaine qui va semer la terreur tout autour de lui.

## Fiche technique
- Titre : Frankenstein s'est échappé
- Titre original : The Curse of Frankenstein
- Réalisation : Terence Fisher
- Scénario : Jimmy Sangster, d'après le roman Frankenstein ou le Prométhée moderne, de Mary Shelley
- Musique : James Bernard
- Photographie : Jack Asher
- Montage : James Needs
- Décors : Bernard Robinson
- Costumes : Molly Arbuthnot
- Maquillage : Phil Leakey
- Production : Michael Carreras, Anthony Hinds, Anthony Nelson Keys et Max Rosenberg
- Société de production : Hammer Film Productions
- Budget : 65 000 livres sterling (95 000 euros)
- Pays d'origine : Royaume-Uni
- Langue : anglais
- Format : Couleurs - 1,66:1 - Mono - 35 mm
- Genre : Horreur
- Durée : 82 minutes
- Dates de sortie : 2 mai 1957 (Royaume-Uni), 29 novembre 1957 (France)

## Distribution
- Peter Cushing  (V.F : René Arrieu) : Baron Victor Frankenstein
- Hazel Court  (V.F : Nadine Alari) : Elizabeth
- Robert Urquhart  (V.F : Raymond Loyer) : Paul Krempe
- Christopher Lee : la créature
- Melvyn Hayes : Victor enfant
- Valerie Gaunt (V.F : Jacqueline Ferrière)  : Justine
- Paul Hardtmuth (V.F : Raymond Rognoni)  : le professeur Bernstein
- Noel Hood  (V.F : Lita Recio) : tante Sophie
- Fred Johnson : le grand-père
- Claude Kingston : le jeune garçon
- Alex Gallier  (V.F : Camille Guérini) : le prêtre
- Michael Mulcaster  (V.F : Jean Clarieux) : le gardien de prison
- Andrew Leigh  (V.F : Jacques Berlioz) : le maire Hermann
- Anne Blake  (V.F : Marie Francey) : la femme du maire
- Sally Walsh : Elizabeth enfant
- Narration : Roland Ménard

## Autour du film
- Le titre français reprend la confusion fréquente entre le docteur Frankenstein et sa créature, le second étant désigné, dans l'imaginaire commun, sous le nom du premier. Si la créature (qui n'a pas de nom), s'« échappe » bel et bien du laboratoire du docteur, à aucun moment Frankenstein lui-même ne s'échappe d'un quelconque endroit[1].
- Ce film révéla Christopher Lee, alors âgé de 35 ans, au grand public. De son propre aveu, l'acteur dut son engagement à jouer la créature moins à son talent de mime qu'à sa très grande taille (1,92 m).
- Le tournage s'est déroulé du 19 novembre au 24 décembre 1956 à Iver, Windsor et aux studios Bray.
- Il s'agit de la première adaptation cinématographique de Frankenstein à avoir été tournée en couleur (Warnercolor). (Le Fils de Frankenstein (1939) fut un moment envisagé en Technicolor mais le maquillage de Boris Karloff passant mal à l'écran, l'idée fut abandonnée.)
- L'acteur Bernard Bresslaw fut un temps pressenti pour jouer la créature.
- Peter Cushing et Christopher Lee avaient déjà joué ensemble dans la version d'Hamlet (1948) de Laurence Olivier ainsi que Moulin Rouge (1952) de John Huston, sans y partager la moindre scène.
- L'aspect plus terrifiant, et finalement plus réaliste, du maquillage de la créature fut adopté par dépit de ne pouvoir exploiter le concept créé par James Whale et Jack Pierce, encore sous droits à la Universal.
- C'est à sa propre demande que Peter Cushing fut engagé pour jouer le rôle du baron lorsqu'il entendit parler du projet. L'acteur était à cette époque, en effet, une immense vedette de la télévision, et pour la Hammer, son engagement s'avéra une aubaine.
- Le très gros succès du film en Angleterre et aux États-Unis poussera les producteurs à envisager rapidement une suite. En France, le film fera un total de 728 452 entrées, ce qui est un excellent score compte tenu du fait que l'hexagone n'était absolument pas familiarisé avec le cinéma fantastique. Ainsi Frankenstein s'est échappé marque-t-il une étape très importante pour la cinéphilie de genre en France.

## Cycle Frankenstein de la Hammer
1. 1957 : Frankenstein s'est échappé (The Curse of Frankenstein), de Terence Fisher
2. 1958 : La Revanche de Frankenstein (The Revenge of Frankenstein), de Terence Fisher
3. 1964 : L'Empreinte de Frankenstein (The Evil of Frankenstein), de Freddie Francis
4. 1967 : Frankenstein créa la femme (Frankenstein Created Woman), de Terence Fisher
5. 1969 : Le Retour de Frankenstein (Frankenstein Must Be Destroyed), de Terence Fisher
6. 1970 : Les Horreurs de Frankenstein (The Horror of Frankenstein), de Jimmy Sangster
7. 1974 : Frankenstein et le monstre de l'enfer (Frankenstein and the Monster from Hell), de Terence Fisher